# Тірімюжган Кадин-ефенді
Тірімюжган Кадин-ефенді (19 серпня 1819 — 3 листопада 1853; осман. تیرمژکان قادین , стріляюча віями) — дружина султана Абдул-Меджида I і матір султана Османської імперії Абдул-Гаміда II.

## Життя
Тірімюжган була шапсугського черкеського походження. Її батька звали Бекхан Бей, а матір — Алмаш Ханим. У своїх мемуарах її онука Айше-султан каже, що, незважаючи на її добре задокументоване походження, вороги Абдул-Хаміда неправдиво стверджували, що вона була дочкою вірменського музиканта на ім'я Чандир.
До султанського палацу Тірімюжган потрапила близько 1839 року. Тірімюжган отримала титул «Третя Кадин». Чарльз Вайт сказав про неї таке:
Друга... має репутацію великої красуні та розумниці, а також пише вірші.
 Пізніше калфи в палаці відзначали, що дівчина була витонченою, добробажаною і дуже гарною: у неї були каро-зелені очі, довге темно-русяве волосся, світла тонка шкіра, струнка фігура і прекрасні руки та ноги. В жовтні 1840 року вона народила доньку Наїле, яка померла від віспи у віці 2,5 років в березні 1843 року; 22 вересня 1842 року Тірімюжган народила майбутнього султана Абдул-Хаміда II; останньою дитиною Тірімюжган  став шехзаде Мехмед Абід-ефенді, який помер в травні 1848 року у віці близько одного року. Пізніше Абдул-Хамід назвав молодшого сина і одну із доньок на честь своїх покійних брата і сестри.
Втративши дочку, Тірімюжган присвятила себе сину Абдул-Хаміду, а під час хвороби робила все можливе, щоб забезпечити його щастя. Щодня він їздив до палацу Бейлербей, щоб побачити її, а потім повертався до палацу Долмабахче.
Нергіснігал-ханим була однією із найближчих слуг Тірімюжган. Вона призначила її на службу до своєї малолітньої дочки Наїме, а після смерті дочки — на службу до Абдул-Хаміда. Тірімюжган перед своєю смертю сказала Нергіснігал: «Я довіряю тобі свого сина, не покидай його, доки ти жива, спи поза його кімнатою». Після її смерті Нергіснігал зробила те саме, що заповідали, і ніколи не залишала Абдул-Хаміда. Опікунка померла в 1892 році. Після смерті Тірімюжган Кадин-ефенді Абдул-Меджид довірив їхнього сина іншій своїй дружині, Рахіме Пірісту Кадин-ефенді, яка не мала власних дітей.

## Смерть
Тірімюжган померла 3 листопада 1853 року в палаці Феріє та була похована в мавзолеї нових жінок у Новій мечеті в Стамбулі. Померши до того, як її син зійшов на трон, вона ніколи не була валіде-султан. Серед усіх своїх колег вона відчувала себе найближчою до Пірісту Кадин і завжди дуже її поважала. Після її смерті Абдул-Хамід був усиновлений Пірісту, яка також була прийомною матір'ю Джеміле-султан.

## Діти
| Ім'я                       | Народження           | Смерть              | Примітки                                                   |
| -------------------------- | -------------------- | ------------------- | ---------------------------------------------------------- |
| Наїме-султан               | 11 жовтня 1840 року  | 1 травня 1843 року  | народилася в палаці Топкапи; похована у могилі Мустафи III |
| Абдул-Хамід II             | 21 вересня 1842 року | 10 лютого 1918 року | 34-й султан Османської імперії                             |
| Шехзаде Мехмед Абід-ефенді | 22 квітня 1848 року  | 7 травня 1848 року  | народився в палаці Чираган; похований у Новій мечеті       |

## В літературі
- Тірімюжган — персонаж історичного роману Хіфзі Топуза «Абдульмеджит: Імпаратор Чокеркен Сарайда 22: Роман» (2009).[17]